# Герценштейн, Григорий Маркович
Григорий Маркович Герценштейн (1851—1899) — российский медик, санитарный врач; доктор медицины, приват-доцент Военно-медицинской академии. Брат С. М. Герценштейна.

## Биография
Родился 14 (26) октября 1851 года.
Сначала учился в Харьковском университете, затем перевёлся в Медико-хирургическую академию, курс которой окончил в 1874 году.
Проходил службу в Днепровском уезде Таврической губернии, Брянском пехотном полку 9-й дивизии 8-го корпуса; в 1879 году вышел в отставку.
С 1887 года — приват-доцент медицинской географии и статистики Военно-медицинской академии.
Его главный и весьма важный труд: «Сифилис в России» (1885), а также диссертация на степень доктора медицины.
Печатался в Военно-медицинском журнале, «Враче», «Русской мысли», «Восходе», Новом медицинском календаре и других изданиях. Был одним из редакторов «Медицинской энциклопедии» Эйленбурга-Афанасьева по разделу медицинской географии и статистики. Написал множество статей для «Энциклопедического словаря Брокгауза и Ефрона».
Умер 3 (15) апреля 1899 года и был похоронен на Митрофаниевском кладбище.